# Kotwica

Kotwica

Kotwica (svenska: ankare) är en symbol som användes av Hemarmén i Polen under andra världskriget, från och med 1942 som påminner om kampen mot nazisterna. Symbolen består av ett ankare och ett P, detta liknade samtidigt ett sammansatt W och P. Därmed kunde symbolen också utläsas som förkortningen för Polska Walcząca, vilket betyder Det kämpande Polen. Efter kriget förbjöds symbolen av den nya realsocialistiska regimen. Idag syns symbolen ofta på t-shirts i Polen och pryder bland annat taket på PAST-byggnaden i Warszawa.